# Queso de Tronchón

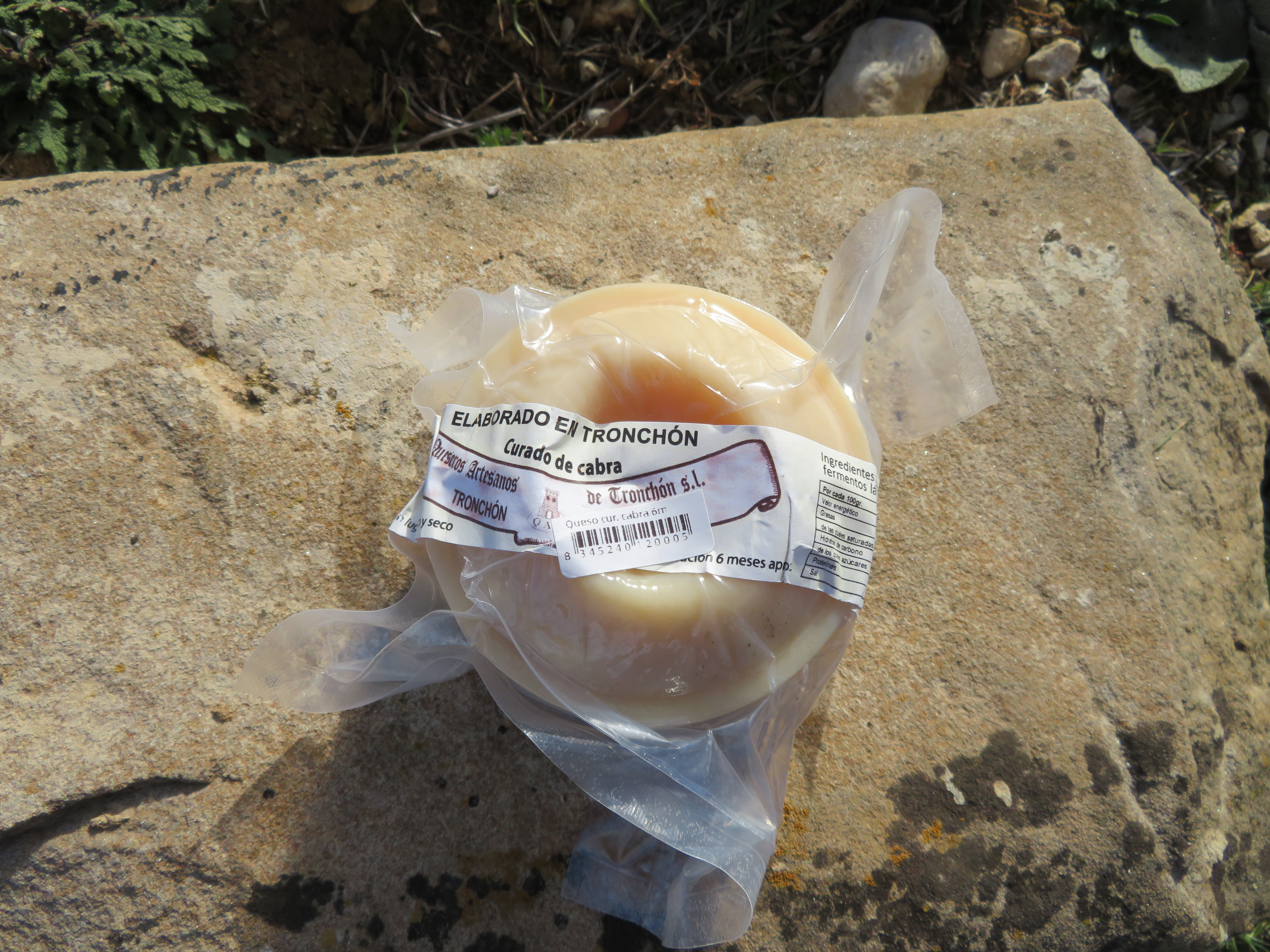

El queso de Tronchón  es una variedad de queso originaria de la localidad aragonesa de Tronchón. Su zona de elaboración es la región natural del Maestrazgo, comarca histórica española que se extiende por el sureste de la provincia de Teruel y por el norte de la provincia de Castellón. Aunque se ha propagado por la comarca del Maestrazgo hasta llegar a la Comunidad Valenciana, donde ha sido protegido con una marca de calidad desde el 23 de diciembre de 2008.

## Características
Elaborado con leche cruda o pasteurizada de oveja, cabra o ambas en función de la disponibilidad del ganado. Se emplea leche de oveja de las razas rasa aragonesa, guirra y otras. Es un queso de coagulación enzimática con coagulante vegetal Cynara cardunculus o con cuajo, de prensado intenso. Es de forma circular, presentando un hueco en forma de volcán en ambas caras y un característico dibujo en forma de flor sobre la corteza. Su color varía desde el blanco marfil hasta el marrón claro. Tiene un peso de entre medio y dos kilos con una pasta elástica de color blanco marfil o amarillento. Tiene un profundo sabor a leche de oveja dependiendo su intensidad de lo oreado que esté.

## Zona geográfica
Este queso es originario de la localidad de Tronchón si bien se ha extendido por la comarca del Maestrazgo, a caballo entre las provincias de Teruel y de Castellón y finalmente por efecto de la trashumancia  por toda la provincia de Castellón.

## Antecedentes
No se sabe desde cuándo se elabora este queso, pero hay datos que confirman, que en 1615 ya era un queso célebre en toda España. Miguel de Cervantes hace referencia a él por dos veces, en los capítulos LII y en el LXVI, en la segunda parte de su gran obra maestra El Ingenioso Hidalgo Don Quijote de la Mancha. 

Yo como D. QUIJOTE Y SANCHO, también he comido queso de Tronchón, si vuesa merced quiere un traguito, aunque caliente, puro, aquí llevo una calabaza llena de lo caro, con no sé cuántas rajetas de queso de Tronchón, que servirán de llamativo y despertador de la sed, si acaso está durmiendo. [...] dieron fondo con todo el repuesto de las alforjas, con tan buenos alientos, que lamieron el pliego de las cartas, sólo porque olía a queso"
Miguel de Cervantes. Don Quijote de la Mancha - Segunda parte - Capítulo LXVI